# Catocala obscura
Catocala obscura är en fjärilsart som beskrevs av Franz Dannehl 1933. Catocala obscura ingår i släktet Catocala och familjen nattflyn. Inga underarter finns listade i Catalogue of Life.

## Bildgalleri

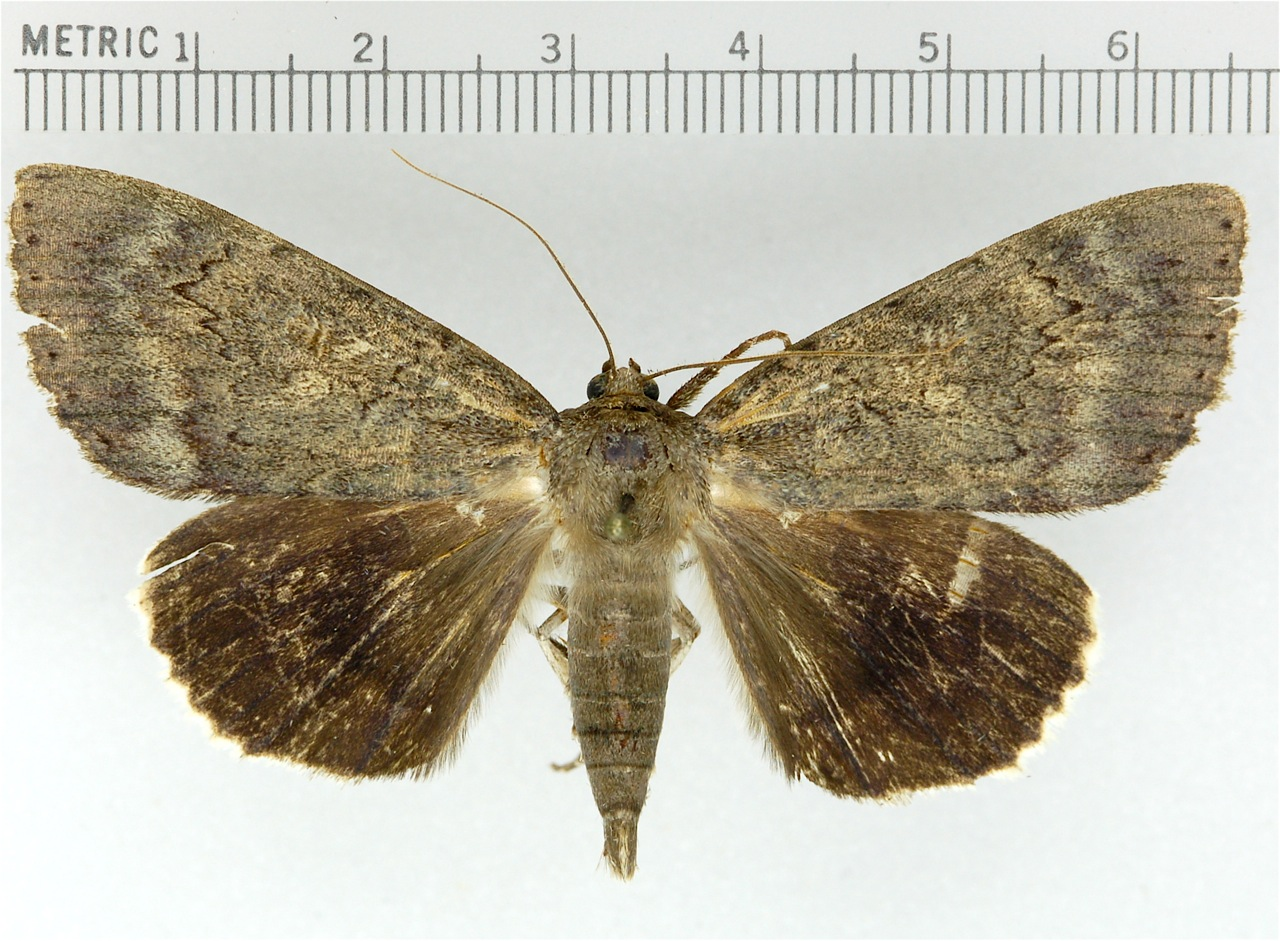